# Beat the World. Taniec to moc!
Beat the World. Taniec to moc! (ang. Beat the World) – kanadyjski film taneczny z 2011 roku w reżyserii Roberta Adetuyiego.

## Opis fabuły
Turniej taneczny „Beat the World” w Detroit (Stany Zjednoczone) cieszy się zasłużonym prestiżem. Tym razem do walki o wygraną przystępują trzy międzynarodowe ekipy taneczne – każda musi przedstawić unikalne układy, by udowodnić sobie i innym, że zasługuje na mistrzowski tytuł. Jednak nie tylko taniec jest ważny – wszyscy muszą zmierzyć się także z własną przeszłością.
Grupa Fusion wywodzi się z ulic Windsor, miasta niedaleko Detroit. Jej lider, Yuson, wymyśla oryginalny styl taneczny, który opiera się na połączeniu hip-hopu i parkour. Jego dziewczyna, Maya, zmęczona już życiem w cieniu pasji Yusona, podejmuje decyzję o podążaniu za własnymi marzeniami. Yuson chce dowieść Mayi, że kocha ją nad życie. Tym bardziej, że podrywa ją zadziorny Eric, lider niemieckiej grupy Flying Steps.
Olivia, członkini Revolution, najgorętszej ekipy tanecznej w Brazylii, ma nadzieję, że uda jej się uciec od ciężkiego życia w Rio de Janeiro. Do tego potrzebna jest jej wygrana w turnieju. Jej plany stają jednak pod znakiem zapytania, gdy Carlos, lider grupy, traci pieniądze na bilety lotnicze i zadłuża się u lichwiarza. Jego jedyną nadzieją na spłacenie długu jest zwycięstwo w turnieju i czek na 100 000 dolarów.

## Obsada
- Tyrone Brown jako Yuson
- Mishael Morgan jako Maya
- Nikki Grant jako Cherry
- Ray Johnson jako Easy
- Chase Armitage jako Justin
- Kristy Flores jako Olivia
- Shane Pollard jako Carlos
- Christian Loclair jako Eric

i inni